# Kanton Witzenhausen
Der Kanton Witzenhausen  war eine Verwaltungseinheit im Distrikt Eschwege des Departements der Werra im napoleonischen Königreich Westphalen. Hauptort des Kantons und Sitz des Friedensgerichts war die Stadt Witzenhausen im heutigen hessischen Werra-Meißner-Kreis. Der Kanton umfasste eine Stadt und 19 Dörfer und Gutsbezirke.
Zum Kanton gehörten die Ortschaften:

- Stadt Witzenhausen
- Blickershausen, Schloss Berlepsch, Hübenthal
- Ziegenhagen, Ziegenberg
- Ermschwerd, Stiedenrode, Hubenrode
- Kleinalmerode, Ellingerode
- Wendershausen, Dohrenbach, Fahrenbach
- Roßbach, Försterhaus
- Rückerode, Hundelshausen
- Oberrieden, Ludwigstein